# Philodromus verityi
Philodromus verityi là một loài nhện trong họ Philodromidae.
Loài này thuộc chi Philodromus. Philodromus verityi được miêu tả năm 1965 bởi Schick.